# Ultimate Spider-Man (serie animata)
Ultimate Spider-Man è una serie a cartoni animati del 2012. A dispetto del titolo la serie animata è soltanto liberamente ispirata alla serie a fumetti omonima e ne riprende in parte il character design di alcuni personaggi mischiando elementi dei fumetti classici con quelli Ultimate oltre a diverse novità narrative assolute. Nella terza e quarta stagione la serie è rinominata Web Warriors e Ultimate Spider-Man contro i Sinistri 6 (Ultimate Spider-Man vs. the Sinister 6).
La serie si differenzia molto dalle precedenti avendo un tono molto più umoristico (a tratti demenziale) con utilizzo di diverse gag e sfondamenti della quarta parete da parte del protagonista che si rivolge spesso al pubblico. Inoltre, oltre alla presenza costante di Nick Fury, appaiono più volte altri supereroi ed è completamente assente qualsiasi elemento amoroso. La serie, insieme ad Hulk e gli agenti S.M.A.S.H. e Avengers Assemble, fa parte del blocco televisivo Marvel Universe trasmesso su Disney XD.
Al NYCC 2016 è stato annunciato che la serie sarebbe finita con la quarta stagione, per fare posto a una nuova serie animata di Spider-Man, debuttata su Disney XD nel 2017.

## Trama
Scritta da Stan Lee, Steve Ditko e Brian Michael Bendis, l'autore dell'omonima serie a fumetti a cui è in parte ispirata, la storia inizia con giovane Peter Parker che è l'Uomo Ragno da un anno: ha combattuto contro criminali e ha salvato vite umane, ma ha ancora molto da imparare per poter diventare un vero supereroe.
Nick Fury, il brusco comandante dello S.H.I.E.L.D., un'organizzazione spionistica e militare internazionale, gli darà la possibilità di ricevere una formazione specifica per poter accedere ad un livello superiore e trasformarsi nell'Ultimate Spider-Man.
Reclutato insieme ad altri giovani eroi come lui (Nova, White Tiger, Power Man e Iron Fist) lungo il percorso Peter imparerà a lavorare con la sua squadra e affronterà con coraggio tutte le sfide dei suoi addestratori, per arrivare infine ad una comprensione più profonda del suo destino di supereroe ed alla definitiva consapevolezza del suo potere.

## Episodi
| Stagione         | Titoli                                  | Episodi | Prima TV USA     | Prima TV Italia |
| ---------------- | --------------------------------------- | ------- | ---------------- | --------------- |
| Prima stagione   | N.D.                                    | 26      | 1º aprile 2012   | 2 luglio 2012   |
| Seconda stagione | N.D.                                    | 26      | 21 gennaio 2013  | 24 giugno 2013  |
| Terza stagione   | Web Warriors                            | 26      | 31 agosto 2014   | 20 ottobre 2014 |
| Quarta stagione  | Ultimate Spider-Man contro i Sinistri 6 | 26      | 21 febbraio 2016 | 20 giugno 2016  |

### Crossover

#### Notte di Halloween al museo
È un crossover con la serie televisiva di Disney Channel Jessie, nonché il primo episodio a cartone animato di quest'ultima. Negli Stati Uniti è andato in onda il 10 ottobre 2014, mentre in Italia il 16 maggio 2015.

## Personaggi
- Peter Parker/Spider-Man: Un ragazzo "secchione". Dopo la puntura di un ragno geneticamente modificato dalla Oscorp, ha scoperto di avere dei super poteri e quando un ladro uccide l'amato zio Ben, decide di usarli per combattere contro il crimine. Dopo un incontro con Tony Stark/Iron Man, riceve un'armatura high-tech chiamata Iron Spider. Diventa il simbionte Carnage, ma soltanto in un episodio, poiché la sostanza rossa e nera viene assorbita da Venom, che è un riferimento al videogioco di Ultimate Spider-Man. Doppiato in originale da Drake Bell e in italiano da Davide Perino.
- Nick Fury: Il comandante dello S.H.I.E.L.D. È guercio ad un occhio, perciò porta una benda. È ligio e brusco e fa di tutto per far migliorare Spider-Man. Doppiato in originale da Chi McBride e in italiano da Alessandro Rossi.
- Ava Ayala/White Tiger: Una ragazza molto agile e studiosa che, grazie al duro allenamento, ha imparato a diventare molto abile nel combattimento corpo a corpo e nell'utilizzo delle apparecchiature donatole dallo S.H.I.E.L.D. Non sopporta Nova quando fa il buffone o litiga con i compagni. Acquisisce i suoi poteri (che consistono per lo più nella sua agilità) dall'Amuleto di Giada, una reliquia appartenuta da sempre alla famiglia delle White Tiger. Doppiata in originale da Caitlyn Taylor Love e in italiano da Sara Ferranti.
- Daniel "Danny" Rand/Iron Fist: Un ragazzo molto pacifico e riflessivo. Pratica le arti marziali, le arti mistiche ed è in grado di sferrare il pugno d'acciaio, la sua arma più potente. Spider-Man scopre poi che lui è figlio di un multimiliardario proprietario delle Rand Industries ma, non volendo scegliere quella vita, Danny fuggì via e raggiunse Kun'Lun, città mistica di cui è diventato poi re e che viene amministrata a distanza dallo stesso Rand. Doppiato in originale da Greg Cipes e in italiano da Alessio Nissolino.
- Luke Cage/Power Man: Un ragazzo di colore di buon cuore. Ha la pelle dura come l'acciaio ed è invulnerabile e superforte. Doppiato in originale da Ogie Banks e in italiano da Fabrizio De Flaviis (stagione 1), Andrea Mete (stagioni 2-4).
- Sam Alexander/Nova: Un ragazzo presuntuoso e svogliato. È ossessionato dalla voglia di superare Spider-Man in ogni cosa e tutti e due si prendono in giro e litigano sempre. Spider-Man lo chiama "Testa di secchio" a causa dell'elmo d'acciaio che porta in testa. Viene chiamato "Razzo Umano" perché può sprigionare calore ed energia. Faceva inizialmente parte di un'altra squadra, i Guardiani della Galassia ma, avendo molto a cuore la Terra, decise di rimanere a proteggerla. Doppiato in originale da Logan Miller e in italiano da Flavio Aquilone.
- Harry Osborn/Venom/Patrioteer/Anti-Venom: Il giovane figlio dello scienziato multimiliardario Norman Osborn. È il miglior amico di Peter Parker insieme a Mary Jane Watson. Ha assunto l'identità di Venom (prendendo quindi il posto di Eddie Brock che in questa serie non esiste) e cerca sempre di attirare l'attenzione del padre, ma quando il simbionte (qui derivato dal sangue di Peter) comincia a prendere il sopravvento lui si ribella dall'identità di Venom permettendo a Spider-Man di sconfiggerlo. In seguito Venom si rimpossessa del corpo di Harry ma, grazie ad un'altra ribellione del ragazzo, il simbionte viene decisamente sconfitto, perché catturato e sorvegliato dallo S.H.I.E.L.D.. Nella quarta stagione assume l'identità di "Patrioteer". Nell'episodio "Anti-Venom", Harry viene posseduto dal simbionte bianco Anti-Venom e ferisce l'Agente Venom alias Flash Thompson ma viene neutralizzato. Riappare nell'episodio "La saga del simbionte (seconda parte)" dove Harry sacrifica il simbionte dell'Anti-Venom per distruggere Carnage. Inoltre nello stesso episodio scopre che Spider-Man è in realtà il suo migliore amico Peter Parker. Doppiato in originale da Matt Lanter in italiano da Daniele Raffaeli.
- Norman Osborn/Goblin/Iron Patriot: È il capo dell'azienda Oscorp. Scaltro e manipolatore, Norman trascura il figlio Harry e intende catturare Spider-Man per poter creare un esercito di super soldati prendendo un campione del suo sangue per imitarne i poteri. Dopo molti tentativi falliti diventa Goblin di questa serie per colpa di Dottor Octopus. Qui però è un misto tra la versione normale e quella Ultimate perché possiede gli armamenti della prima versione e solo l'aspetto della seconda. Viene arrestato dopo essere stato sconfitto da Spider-Man. Nella terza serie con l'aiuto di Taskmaster riesce a scappare dello S.H.I.E.L.D e inizia a viaggiare in diversi universi paralleli per prendere il DNA di altri Spider-Man, scoprendo anche l'identità segreta di Peter, ma verrà sconfitto da quest'ultimo e dagli altri Spider-Man degli altri mondi, e viene guarito, ritornando ad essere Norman Osborn. Nella quarta stagione Norman è ritornato a dirigere la sua azienda e adesso sta di più con suo figlio, oltre ad aver iniziato ad indossare un'armatura per proteggere lui e Harry da eventuali attacchi e si nomina Iron Patriot. Nell'ultimo episodio si scopre che ricorda ancora che Spider-Man è Peter ma lo aiuta lo stesso, avendo rispetto per il ragazzo. Doppiato in originale da Steven Weber e in italiano da Luca Biagini.
- Mary Jane Watson/Regina Carnage/Spider-Woman: L'amica di Peter Parker insieme ad Harry Osborn. Sempre in cerca di scoop, fa di tutto per diventare una giornalista del Daily Bugle. Desidera registrare o fotografare Spider-Man mentre combatte perché vuole dimostrare che egli è un eroe e non un cattivo. Nella quarta stagione diventa l'ospite perfetto del simbionte Carnage e si rinomina la Regina Carnage ma viene salvata da Spider-Man, Agente Venom e Patrioteer che le svelano le loro identità. Alla fine dell'episodio "La saga del simbionte terza parte", nonostante sia stata liberata da Carnage, si vede che esso è ancora dentro di lei. Infatti nella saga degli spider-killer rivela che riesce a controllare il simbionte e diventa Spider Woman, entrando così a far parte dei "Guerrieri Ragno". Doppiata in originale da Tara Strong e in italiano da Valentina Favazza.
- Dottor Otto Octavius/Dottor Octopus: È lo scienziato malvagio e crudele che aiuta Norman Osborn, prima di ribellarsi a quest'ultimo. È la causa della creazione di Venom e di altri super-criminali (come il "Goblin"), oltre a comporre varie formazioni dei Sinistri Sei con il solo scopo di distruggere Spider-Man. Nella terza stagione si allea temporaneamente con Loki ma quando capirà di essere solo una marionetta si ribellerà e perderà la nuova corazza, che aveva ricevuto, fatta con lo stesso materiale del Distruttore e sarà di nuovo arrestato dallo S.H.I.E.L.D. Riappare nella quarta stagione come antagonista principale dove prende il controllo di Swarm e grazie a lui subisce una trasformazione e si alleerà con l'HYDRA, scoprendo anche la vera identità di Spider-Man. Nell'episodio "La saga del simbionte prima parte" viene posseduto da Carnage, ma Spider-Man e Agente Venom lo neutralizzano con le onde sonore e il dottor Octopus torna com'era prima della trasformazione. La sua possessione del simbionte è un riferimento al videogioco del 2000. Doppiato in originale da Tom Kenny e in italiano da Enrico Di Troia.
- Flash Thompson/Agente Venom: È il campione di football della scuola, che si diverte a umiliare Peter che, quando otterrà i poteri, si prenderà qualche rivincita. È anche molto codardo. Nonostante tutto, Flash è il fan di Spider-Man più fedele, nella terza stagione unendosi al simbionte si trasformerà in Agente Venom, che troverà in Flash l'ospite perfetto, e aiuterà Spider-Man a sconfiggere Beetle e Taskmaster per poi diventare un nuovo eroe sotto la guida di Spider-Man. Oltretutto alla fine della terza stagione scopre che Peter è Spider-Man ma questo non cambierà, tranne lo stupore iniziale, la sua relazione con l'eroe. Nella quarta stagione, nell'episodio "Anti-Venom", viene ferito gravemente da Harry Osborn trasformato nell'Anti-Venom e perde l'uso delle gambe, ma riuscirà a riprendersi. Doppiato in originale da Matt Lanter e in italiano da Manuel Meli, Metello Mori (3×08).
- J. Jonah Jameson: Il burbero capo-redattore del Daily Bugle. Reputa Spider-Man una minaccia ed ogni notizia è buona per calunniarlo, ma invano. Ha un figlio astronauta, chiamato John Jameson, che si trasforma nel letale Uomo-Lupo. Jameson non è stato mai visto di persona, ma solo su schermi televisivi. Doppiato in originale da J. K. Simmons e in italiano da Mario Zucca, Sergio Di Giulio (3x11, 3x19).
- May Parker: È La zia di Peter. In questa serie (come nel fumetto Ultimate) è molto più giovane ed è anche energica e spericolata. Ha avuto una breve relazione con l'Agente Coulson, interrotta per l'imbarazzo di Peter. Alla fine della terza stagione confessa di aver sempre saputo che Peter fosse Spider-Man. Doppiata in originale da Misty Lee e in italiano da Fabiana Aliotti.
- Agente Coulson: È un agente dello S.H.I.E.L.D. che sorveglia Spider-Man ed i suoi compagni nella loro scuola avendo la copertura da preside. Ha avuto una relazione con May Parker finita subito per via dell'imbarazzo di Peter. È l'unico agente dello S.H.I.E.L.D. ad aver sconfitto per ben due volte Beetle. Doppiato in originale da Clark Gregg e in italiano da Marco Mete.
- Stan il bidello: È il bidello della scuola. È la caricatura di Stan Lee. In realtà è un agente dello S.H.I.E.L.D. Doppiato in italiano da Giovanni Petrucci.
- Tony Stark/Iron Man: È un miliardario, proprietario delle Stark Industries. Utilizza un'armatura high-tech nell'intento di aiutare il prossimo. È anche l'autore dell'armatura Iron Spider, utilizzata da Spider-Man e conservata nell'elivelivolo. In un episodio, una delle sue armature viene rubata dal Dottor Octopus, che la modifica e la rinomina Iron Octopus. Doppiato in originale da Adrian Pasdar e in italiano da Francesco Bulckaen.
- Bruce Banner/Hulk: È un geniale scienziato, che dopo un'esposizione ai Raggi Gamma diventa un mostro verde, che acquisisce forza quando si arrabbia. Grazie a Spider-Man, che è l'unico vero amico di Hulk, il mostro verde si arruola nello S.H.I.E.L.D. (soprattutto per avere una casa). Doppiato in originale da Fred Tatasciore e in italiano da Andrea Ward.
- Amadeus Cho/Iron Spider: È un ragazzo dotato di una delle menti più intelligenti del pianeta, diventerà il nuovo Iron Spider e sarà un nuovo eroe dello S.H.I.E.L.D. sotto la guida di Spider-Man insieme ad Agente Venom. Doppiato in originale da Eric Bauza e in italiano da Alessandro Campaiola.
- Electro: È un super-criminale, nemico di Spider-Man. I suoi poteri sono legati all'elettricità. In un episodio, Electro assume il controllo dell'intero quadro elettrico della città e si trasforma in Electro 2.0, la sua versione potenziata capace di diventare pura elettricità. Viene sconfitto e fatto mandare in corto circuito da Spider-Man. Nella terza stagione Goblin lo usa per aprire varchi verso altre dimensioni parallele, dopo essersi liberato cerca di distruggere nuovamente Spider-Man ma viene sconfitto. Doppiato in originale da Christopher Daniel Barnesin e in italiano da Metello Mori.
- Beetle: È un mercenario super-criminale; combatte usando un'armatura iper-tecnologica che gli permette di volare, sparare missili e lanciare raggi laser. Il suo obiettivo varia in ogni episodio, in uno vuole intralciare la ricostruzione dell'eliveicolo (distrutto, ed in fase di ricostruzione in una base segreta) mentre in un altro vuole vendicarsi dell'agente Coulson, l'unico ad averlo mai sconfitto, ma viene definitivamente sconfitto da Spider-Man.
- Batroc: È un ladro di origine francese, che usa le sue abilità nel salto e nella scalata per commettere vari furti. Viene spesso sconfitto da Spider-Man. Doppiato in originale da Rob Paulsen e in italiano da Gabriele Lopez.
- Rhino: È un super-criminale, con le sembianze ed i poteri di un rinoceronte. In realtà Rhino è un ragazzo di nome Alex, che beve continuamente delle formule inventate dal Dottor Octopus per trasformarsi nel mostro grigio e vendicarsi delle prese in giro di Flash, finendo tuttavia per restare permanentemente un rinoceronte. Viene redento da Spider-Man e successivamente entrerà all'accademia dello S.H.I.E.L.D. dove imparerà a usare i suoi poteri. All'inizio ha ancora difficoltà ad andare d'accordo con Flash ma poi diventeranno amici. Nella quarta stagione però tradisce l'accademia e si unisce prima ai Sinistri Sette e poi ai Superiori Sinistri Sei, perché il dottor Octopus gli promette in cambio una cura per il suo aspetto. Nell'ultima battaglia Spider-Man neutralizza i poteri di Rhino con un siero, facendo ritornare umano il ragazzo e, in debito con l'eroe, si ricongiungerà nell'accademia dello S.H.I.E.L.D. Doppiato in originale da Daryl Sabara e Max Mittelman e in italiano da Fabrizio Pucci.
- Carnage: È un simbionte rosso e nero creato da Goblin. Si impossessa del corpo di Peter, ma soltanto per poco tempo, poiché dopo un po' il simbionte viene assorbito da Venom, che lo rinchiude per sempre nel suo corpo. Nella quarta stagione viene ricreato da Michael Morbius, dove trova l'ospite perfetto in Mary Jane Watson. Nella quarta stagione si vede che ha un carattere e personalità da psicopatico dato che continua a ridere anche quando viene ferito e anche da masochista visto che quando Spiderman e l'Agente Venom lo colpiscono con delle onde d'urto, Carnage ride psicoticamente godendo di tale sensazione (carattere e personalità simili alla sua controparte fumettistica dove Carnage è Cletus Kasady).
- Dottor Curtis "Curt" Connors/Lizard: un geniale scienziato che a causa di un siero creato dal Dottor Octopus diventa una gigantesca e mostruosa lucertola antropomorfa e assetata di sangue. Spider Man grazie all'amicizia riesce a restituire all'uomo il controllo di sé ma non è in grado di annullare la trasformazione. Tornerà normale grazie a Spider-Man. Nella quarta stagione Curt si ritrasforma in Lizard con l'abilita di infettare gli altri tramite il suo morso trasformandoli in lucertole mutanti ma alla fine viene sconfitto e gli infetti tornano normali. Doppiato in originale da Tom Kenny (1ª voce) e Dee Bradley Baker e in italiano da Alan Bianchi.
- Taskmaster: È un super-criminale, è dotato di "riflessi fotografici" cioè dal potere di duplicare le mosse di chiunque, a prescindere dalla loro difficoltà, dopo averle osservate anche per una sola volta (ma per qualche motivo, non può imitare Deadpool), questa sua abilità gli ha permesso di imparare numerosissime tecniche di lotta e di conseguenza fondare la sua personale accademia di criminali, dove addestra personalmente i suoi allievi, destinati successivamente alla carriera di mercenari. Doppiato in originale da Clancy Brown e in italiano da Alberto Angrisano.